# خلدا
خلدا (به عربی: خلدا) یک منطقهٔ مسکونی در اردن است که در استان امان واقع شده‌است.